# Fabio Pajella
Fabio Pajella (Roma, 25 aprile 1939 – 4 marzo 2003) è stato un tuffatore italiano.

## Biografia
All'età di 21 anni ha preso parte ai Giochi olimpici di Roma 1960, nella gara di piattaforma 10 metri, non riuscendo ad accedere alla semifinale a 16, chiudendo 18º con 50.01 punti..
Ha partecipato ai Giochi del Mediterraneo di Napoli 1963, vincendo la medaglia d'argento nella piattaforma 10 metri, chiudendo alle spalle del connazionale Klaus Dibiasi.